# Sirinoque
 (octobre 2024).
Le sirinoque ou serinoque est un genre du folklore traditionnel canarien, présent sur l'île de La Palma, et qui fait partie de ce qu'on appelle le folklore des tambours.
C'est un genre auquel on attribue une origine précoloniale, basée sur l'étymologie du nom ( sirir-nek, c'est-à-dire « ta danse », ou sirir-noqque, « danse du ver »), son aspect primitif,  l'intonation du chant et les similitudes des pas de danse avec les danses précoloniales décrites par les chroniqueurs.
Le rythme est donné par le tambour, généralement joué par le chanteur lui-même. Parfois, à la place du tambour, n'importe quel instrument de la vie quotidienne est utilisé comme percussion. D'autres instruments parfois présents dans la sirinoque sont la flûte et les castagnettes ou castañetas.
La danse, caractérisée par ses talons qui claquent, se déroule sous la forme de deux files se faisant face, l'une d'hommes et l'autre de femmes qui se croisent.
La danse s'interrompt lorsque commence la deuxième partie de la sirinoque : les jeux de collègues, généralement exécutés par les danseurs eux-mêmes. Les relations sont des strophes, souvent improvisées, dans lesquelles plusieurs personnes s'affrontent ou se défient, essayant de créer des rimes ingénieuses pour vaincre les attaques du rival. Parfois, les jeux relationnels ont un contenu « épicé », avec des allusions sexuelles.
Les figures les plus significatives de ce type de danse sont Don Zetuán et Don Nurio, considérés comme les inventeurs de cette danse.
Les flûtes de La Palma utilisées pour le sirinoque étaient sur le point de disparaître.